# Hill Deverill
Hill Deverill – osada w Anglii, w hrabstwie ceremonialnym Wiltshire, w dystrykcie (unitary authority) Wiltshire, w civil parish Longbridge Deverill. Leży 5 km od miasta Warminster. W 1931 roku civil parish liczyła 74 mieszkańców. Hill Deverill jest wspomniana w Domesday Book (1086) jako Devrel.